# Psalm 119

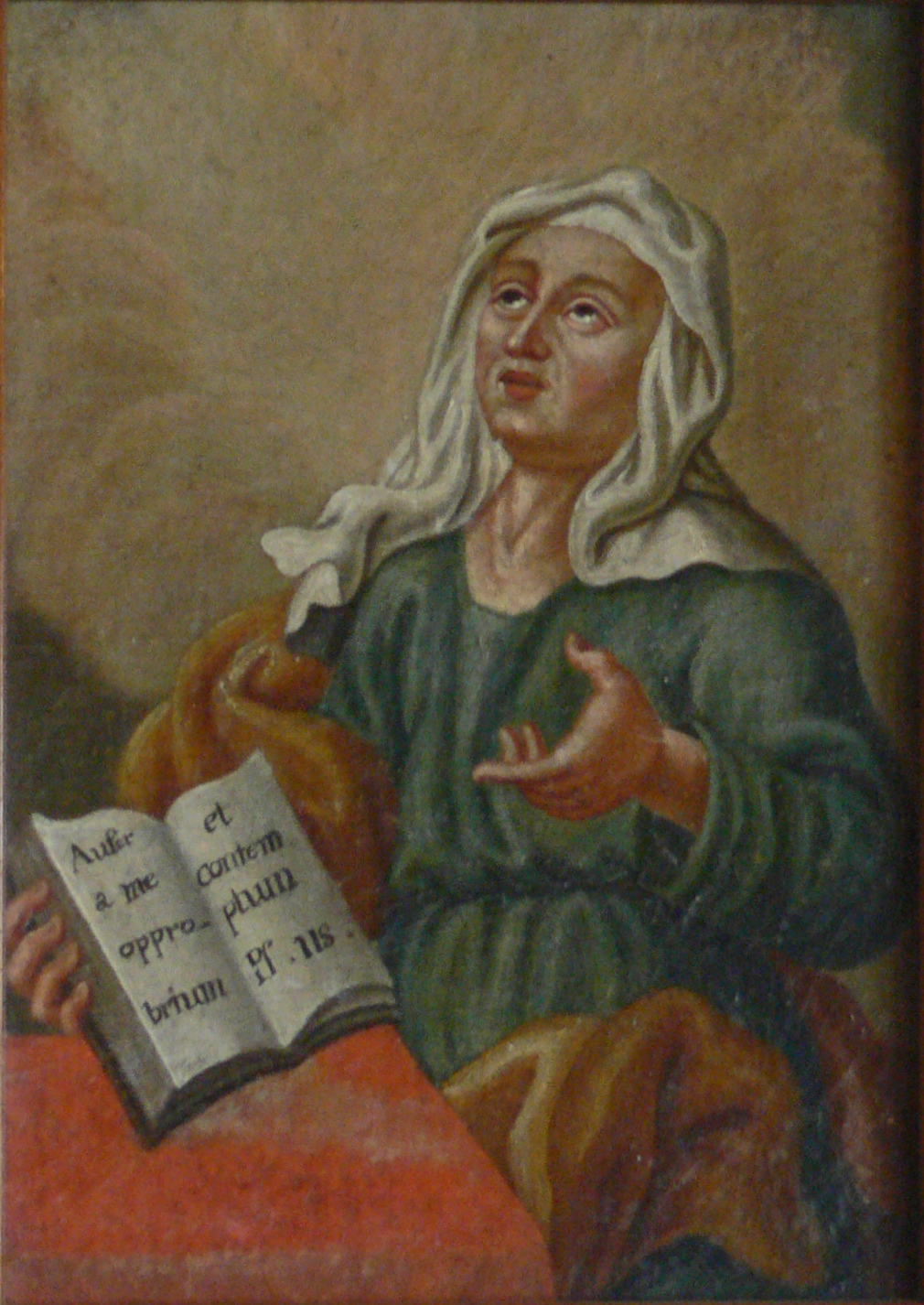
Lateinischer Psalm 119,22 (Hinterglasbild). Der Text lautet: aufer a me obprobrium et contemptum quia testimonia tua exquisivi – Nimm von mir Schmach und Verachtung! / Denn was du vorschreibst, befolge ich.

Psalm 119 (hebräische Zählung, griechische Zählung: Psalm 118) ist der längste Psalm im Alten Testament und mit seinen 176 Versen gleichzeitig das längste Kapitel der Bibel, sogar das einzige Kapitel der Bibel mit dreistelliger Versanzahl. In der Lutherbibel ist der Psalm mit Die Freude am Gesetz Gottes (Das Güldene ABC) überschrieben, in der Einheitsübersetzung heißt er Lebenslanger Wandel in der Weisung des HERRN.

## Aufbau
Psalm 119 hat einen besonderen Aufbau, der ihn schon von der Struktur her von anderen abhebt: Der Psalm ist in 22 Abschnitte aufgeteilt, entsprechend den 22 Buchstaben des hebräischen Alphabets. Die Abschnitte sind nach dem hebräischen Alphabet nummeriert; in jedem Abschnitt beginnt jeder der acht Verse im hebräischen Originaltext mit dem gleichen Buchstaben (sogenannter Abecedarius/Akrostichon). Da eine Übersetzung ins Deutsche unter Beibehaltung dieser Eigenart nicht sinnvoll möglich wäre, ist das hebräische Alphabet in deutschen Texten typischerweise als Abschnittsüberschriften wiedergegeben: Alef, Bet, Gimel, …

## Inhalt
Der Psalm ist geprägt vom Vertrauen auf Gottes Wort. Viele Verse handeln davon, wie das göttliche Wort lebendig macht und erquickt; in jedem Vers (bis auf Vers 122) kommt entsprechend auch ein Synonym für dieses göttliche Wort vor: „Weisung des Herrn“, „seine Vorschriften“, „deine Gesetze“. Der hebräische Originaltext verwendet zehn verschiedene Wörter für das „Gesetz“, wobei im ursprünglichen Text vielleicht nur acht entsprechende Wörter verwendet wurden, aber in jedem der Verse.
Darüber hinaus fallen folgende Aspekte auf:
- Es wird ein ideales und junges (Vers 9 + 99) betendes Ich skizziert, das sich durch besondere Tora-Liebe auszeichnet und die preist, die Gutes tun.
- Tora ist der geoffenbarte Wille Gottes und bleibt dabei trotz der Verschriftlichung eine lebendige Größe.
- Gott ist und bleibt der Lehrer der Tora. Der Mensch kann unmöglich allein die Gesetze der Tora verstehen und danach handeln. Daher betet das Ich um Unterweisung in der Tora. Die Verse des „Lehre mich!“ und „Unterweise mich!“ sind logische Voraussetzung des rechten Verständnisses göttlicher Gebote und damit des Schutzes vor Verfehlung.
- Die bedingungslose Unterwerfung unter göttliche Befehle, Rechte, Gebote, Gesetze usw. werden immer wieder mit der Bitte um Belohnung, dem Schutz vor Gier, Lüge, Gewalt und Obrigkeiten verbunden – Frömmigkeit wird als quid pro quo gelebt, als Form der Vorteilssuche in einer chaotisch erscheinenden Welt.
- Besonders auffällig ist die Lamed-Strophe (V. 89–96), weil darin die kosmische Dimension des Wortes Gottes deutlich wird. Hierin findet sich eine Art Vorläufer der Logos-Philosophie, wie man sie dann später etwa bei Philo von Alexandrien entfalteter vorliegen hat, und der Wort-Gottes-Theologie.

## Rezeption
- Cornelius Becker schuf 1602 die Nachdichtung Wohl denen, die da wandeln, die Heinrich Schütz 1661 vertonte.
- Vers 19 bildete 1667 die Grundlage für Paul Gerhardts Lied: Ich bin ein Gast auf Erden; Anklänge daran finden sich wiederum in Georg Thurmairs Lied Wir sind nur Gast auf Erden
- Heinrich Schütz vertonte 1671 den gesamten Psalm in elf doppelchörigen Motetten, die er mit einer Motette über Psalm 100 und das Deutsche Magnificat zusammenstellte, was er Freunden und Kollegen gegenüber als seinen Schwanengesang bezeichnet haben soll. Die originalen Notenbücher wurden erstmals 1900 in der Generalinventur des Pfarrarchivs von Guben und Mitte der 70er Jahre im Archiv der Sächsischen Landesbibliothek zu Dresden zum zweiten Mal wiedergefunden; zwei der acht Stimmen (Oberstimme und Tenor des zweiten Chores) sind verschollen.
- John Rutter vertonte unter dem Titel Open Thou Mine Eyes eine Paraphrase von Lancelot Andrewes auf den Psalm aus dessen Preces Privatae or Private Prayers (hrsg. 1896 v. Alexander Whyte)